# Elliott (Maryland)
Pour les articles homonymes, voir Elliott.
Elliott est une census-designated place située dans le comté de Dorchester, dans l’État du Maryland, aux États-Unis. Lors du recensement de 2020, elle comptait 38 habitants.